# نماد ژاکوبی

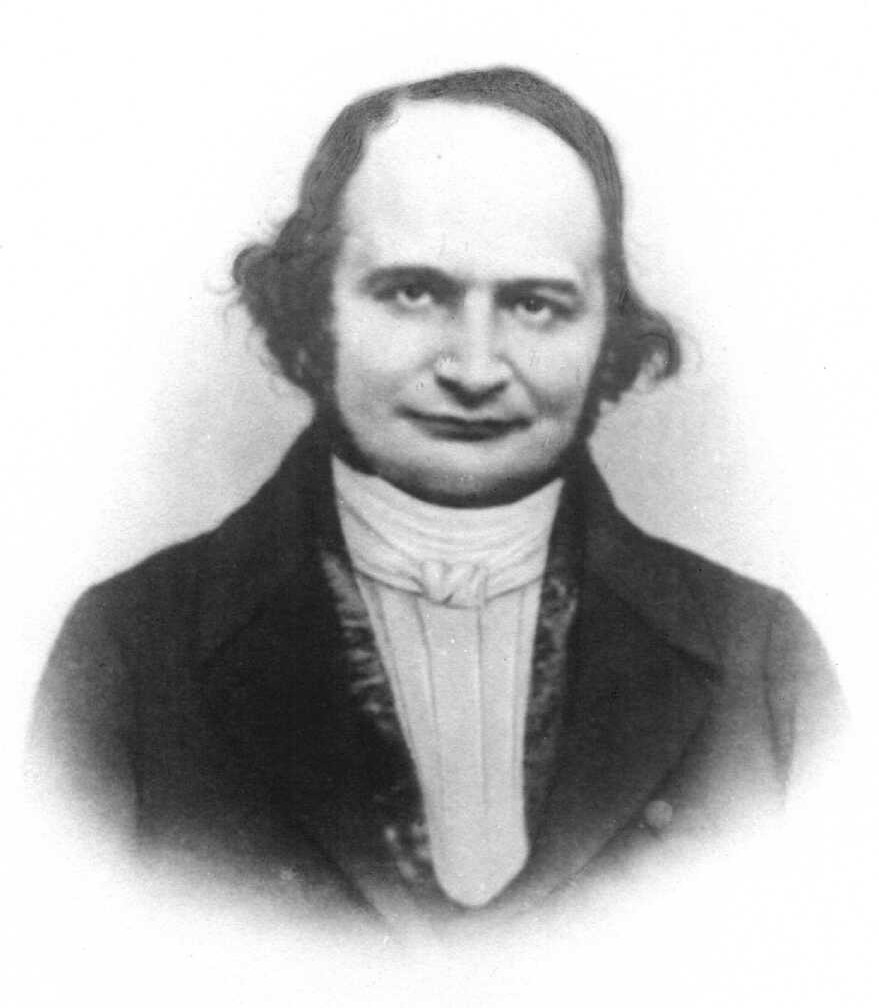
لژاندر

نماد ژاکوبی {\displaystyle \left({\frac {a}{n}}\right)} را با {\displaystyle \left({\frac {a}{n}}\right)=\left({\frac {a}{p_{1}}}\right)\left({\frac {a}{p_{2}}}\right)...\left({\frac {a}{p_{t}}}\right)} تعریف می‌کنیم، اگر n عددی صحیح و فرد بزرگتر از ۱ باشد و {\displaystyle \left(a,b\right)=1} و {\displaystyle n=p_{1}p_{2}...p_{t}} که {\displaystyle p_{1}} تا {\displaystyle p_{t}} اعدادی اول هستند.
کاربرد این نماد در محاسبه نماد لژاندر است.